# Castifao
Castifao är en kommun i departementet Haute-Corse på ön Korsika i Frankrike. Kommunen ligger i kantonen Castifao-Morosaglia som tillhör arrondissementet Corte. År 2022 hade Castifao 152 invånare.

## Befolkningsutveckling
Antalet invånare i kommunen Castifao
Referens:INSEE